# Alternaria japonica
Alternaria japonica är en svampart som beskrevs av Yoshii 1941. Alternaria japonica ingår i släktet Alternaria och familjen Pleosporaceae.   Inga underarter finns listade i Catalogue of Life.